# Формалистичка теорија процеса учења природних језика
Формалистичка теорија процеса учења природних језика (енгл. formal theory of language acquisition, FTLA) је математичко истраживање особина процеса учења класе или класа природних језика. Заснива се на примјени компутационе теорије учења на проблем процеса учења природног језика и служи за потребе рјешавања проблема код система машинског учења. 
Потреба за овом теоријом долази од стандардних поставки из лингвистике. Успјешна теорија процеса учења природних језика треба да покаже, не само да су граматике које предлажу лингвисти употребљиве у системима машинског учења, него такође да је сваки тип објекта могуће добити преко података, односно неке врсте когнитивних ресурса типичних за људски процес учења природних језика.
Како би се теорија успјешно поставила, неопходно је раздвојити је у четири издифернциране компоненте. То су:
- формалистичка карактеризација класе језика Ј који је предмет учења
- формалистичка карактеризација критеријума успјешности К
- формалистичка карактеризација класе алгоритама А који ће бити потенцијални ученици
- експлицитна карактеризација методологије учења М, односно начина на који ће информације бити презентоване алгоритмима ученицима